# Ruinenstadt Tazicheng
Die Ruinenstadt Tazicheng (chinesisch 塔子城址, Pinyin Tǎzǐchéng zhǐ, englisch Tazicheng ancient city ruins – „Ruinen der Pagoden-Stadt“) im Kreis Tailai der chinesischen Provinz Heilongjiang ist eine Stadt aus der Zeit der Liao-Dynastie, Jin-Dynastie und Yuan-Dynastie. Sie war die Stadt von Dschingis Khans jüngerem Bruder.
Sie befindet sich 45 km im Nordwesten des Kreises in der Großgemeinde Tazicheng 塔子城镇. Weil es außerhalb der Stadt eine Ziegelpagode (zhuanta 砖塔) gibt, heißt sie „Pagoden-Stadt“ 塔子城. Es ist die größte alte Stadt im Westen Heilongjiangs.
Die Tazicheng-Stätte steht seit 2006 auf der Liste der Denkmäler der Volksrepublik China (6-65).